# 耶律学古
耶律学古（やりつ がくこ、生没年不詳）は、遼（契丹）の軍人。字は乙辛隠。

## 経歴
仲父隋国王耶律釈魯の玄孫で、于越耶律洼の庶孫にあたる。聡明で学問を好み、翻訳と詩を得意とした。保寧年間、御盞郎君に任じられた。
乾亨元年（979年）、北宋が北漢を滅ぼし、勝勢に乗じて燕雲十六州の奪回をはかると、学古は景宗の命を受けて援軍におもむいた。南京析津府に到着したとき、宋軍が耶律奚底・蕭討古らの軍を撃破して府城を包囲しており、城内の人々も動揺していた。学古は籠城戦の計画を立てて、適宜に防禦し、昼夜に警戒を解かなかった。宋軍の300人あまりの部隊が夜間に城壁を登ろうとしたため、学古は戦ってこれを撃退した。さらに遼の援軍が到着すると、南京の包囲は解けた。学古は城門を開いて陣を布き、四面に鼓を鳴らして民衆に叫ばせ、健在をアピールした。高梁河の戦いに勝利すると、凱旋した。功績により保静軍節度使に遙任され、南京馬歩軍都指揮使となった。
乾亨2年（980年）、漢人の部隊を率いて北宋を攻撃した。彰国軍節度使に転じた。南方の国境は安定せず、民衆は休息を求めていたので、学古は侵犯を禁じて民衆を安堵させた。北宋の潘美の軍が部隊を分けて侵攻してきたが、相対する学古の軍は少勢であったので、部隊のいないところに旗幟を立て、民衆を動員して偽物の兵士に仕立てた。夜に独虎峪で烽火があがったので、学古は偵察を派遣した。宋軍の一隊が村落を略奪していたところを学古の軍が攻撃して、奪われた物をことごとく奪回し、その将軍を捕らえた。これ以後学古と潘美はおたがいに国境を侵犯しなかった。功績により学古は惕隠となり、死去した。

## 弟
- 耶律烏不呂
- 耶律国留
- 耶律資忠
- 耶律昭

## 伝記資料
- 『遼史』巻83 列伝第13